# Aèce d'Antioche
Pour les articles homonymes, voir Aétios.
Aèce d'Antioche ou Aétius d'Antioche (lat.: Aetius Antiochenus, gr : Αέτιος ο Αντιοχεύς), mort vers 367, est une personnalité du christianisme ancien qui fut diacre puis évêque de la communauté anoméenne d'Antioche. 
Originaire de Cœlé-Syrie, il fut le fondateur du mouvement chrétien anoméen, de tendance arienne. Il est l'auteur d'un Syntagmation. Ses opposants trinitariens, faisant un jeu de mots avec son nom, l'appelaient « athée » (atheos au lieu de Aetios).

## Biographie
Aétius grandit dans la pauvreté et l'esclavage, Il travaille comme orfèvre à Antioche pour subvenir aux besoins de sa mère, devenue veuve, et étudie la philosophie. Après la mort de sa mère, Aétius poursuit son commerce et étend son champ d'études aux écrits chrétiens, à la théologie chrétienne et à la médecine.
Après avoir travaillé comme vigneron puis de nouveau orfèvre, il se fait médecin ambulant et fait montre d'une grande habileté dans les discussions ayant trait aux sujets médicaux. Cependant, sa capacité de controverse trouve rapidement un nouveau champ d'exercice dans les grandes questions théologiques de l'époque. Il étudie successivement auprès des ariens, de Paulinus, évêque d'Antioche, d'Athanase d'Anazarbe et du prêtre Antoine de Tarse.
En 350, il est ordonné diacre par Léonce d'Antioche; mais est, peu de temps après, contraint de quitter la ville sous la pression des partisans du trinitarisme. Au premier synode de Sirmium, il remporte une victoire dialectique sur les évêques homoiousiens Basilius et Eustathius, qui cherchent en conséquence à lui attirer l'inimitié de l'empereur Constantius Gallus. En 356, il part pour Alexandrie avec Eunomius afin de défendre l'arianisme, mais est banni par Constance II. Il participe en 359 au concile de Séleucie. Il participe la même année au concile de Constantinople, au cours duquel il est banni par l'empereur.
Julien le rappelle d'exil, lui octroie une résidence sur l'île de Lesbos et l'accueille un temps en sa cour de Constantinople.
Ordonné évêque, Aétius use de son autorité en faveur de l'arianisme en ordonnant à son tour d'autres évêques de cette mouvance. Lors de l'accession au pouvoir de Valens, en 364, il se retire dans sa résidence de Lesbos mais revient rapidement à Constantinople, où il meurt en 367.
La secte arianiste des Anoméens, dont il était le chef, est parfois désignée sous le nom d'« Aétiens ». On a de lui un écrit, un Syntagmation, préservé et réfuté par Épiphane (Haer, livre LXXVI, 11), dans lequel il présente une série de 47 arguments pour établir que tout ce qui est engendré ne peut pas être Dieu. 
Dans l'un de ses traités, Basile de Césarée écrit contre les Anoméens menés par Aétius, qu'il décrit comme un instrument entre les mains des « ennemis de la vérité ». Aétius est généralement considéré comme le premier à avoir introduit la doctrine anoméiste selon laquelle le Père et le Fils-Unique Engendré ne partagent pas la même substance divine.

### Ouvrages
CPG 3445-3451